# Evangelische Kirche Duchroth

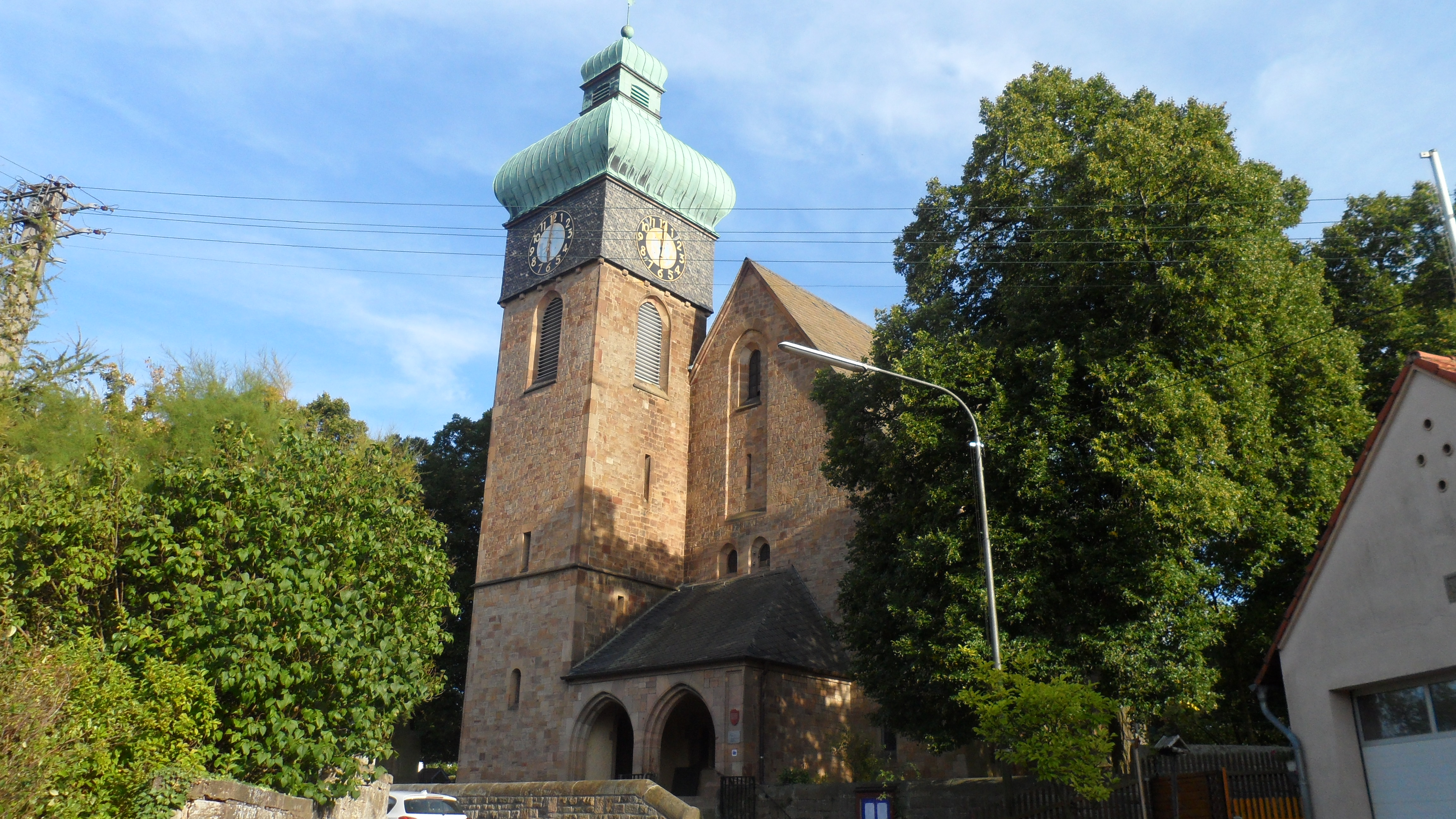
Blick auf die Evangelische Pfarrkirche in Duchroth

Die evangelische Kirche in Duchroth ist ein neugotischer Saalbau von Karl Schenkel. Sie dient der Protestantischen Kirchengemeinde Duchroth, die zum Kirchenbezirk bzw. Dekanat Donnersberg der Evangelischen Kirche der Pfalz gehört, als Gottesdienststätte.

## Geschichte
Die Kirche wurde von 1908 bis 1910 durch den Architekten Karl Schenkel aus München-Pasing errichtet, der sich in der Pfalz mehrfach an Wettbewerben beteiligt hatte. Er schuf einen breit gelagerten Saalbau, dessen Außenmauern mit asymmetrischer Giebelfassade und seitlich versetztem Turm und einer im Winkel dazwischen platzierten offenen Vorhalle einen malerischen Eindruck machen. Dazu trägt nicht zuletzt die Bekrönung des Turmes mit einer welschen Haube und aufgesetzter Laterne bei. Ansonsten herrscht bei den Fenstern das Spitzbogenmotiv vor.
Das Uhrwerk im Turm ist historisch und muss jeden Tag von Hand aufgezogen werden.